# هولی کراس (آیووا)
هولی کراس (به انگلیسی: Holy Cross) شهری در ایالت آیووا کشور ایالات متحده آمریکا است که جمعیت آن در سرشماری سال ۲۰۱۰ میلادی، ۳۷۴ نفر بوده‌است.